# Cheng Wen-Hsing
Cheng Wen-Hsing (24 de febrero de 1982) es una deportista taiwanesa, que compitió en bádminton. Ganó una medalla de bronce en el Campeonato Mundial de Bádminton de 2010 en la prueba de dobles.

## Palmarés internacional
| Campeonato Mundial | Campeonato Mundial | Campeonato Mundial | Campeonato Mundial |
| Año                | Lugar              | Medalla            | Prueba             |
| ------------------ | ------------------ | ------------------ | ------------------ |
| 2010               | París (Francia)    | Medalla de bronce  | Dobles             |